# 壺々炉
壺々炉（こころ）とは、栃木県芳賀郡益子町にある、主に益子焼を販売する陶器販売店と陶器ギャラリーを併設したカフェレストラン。

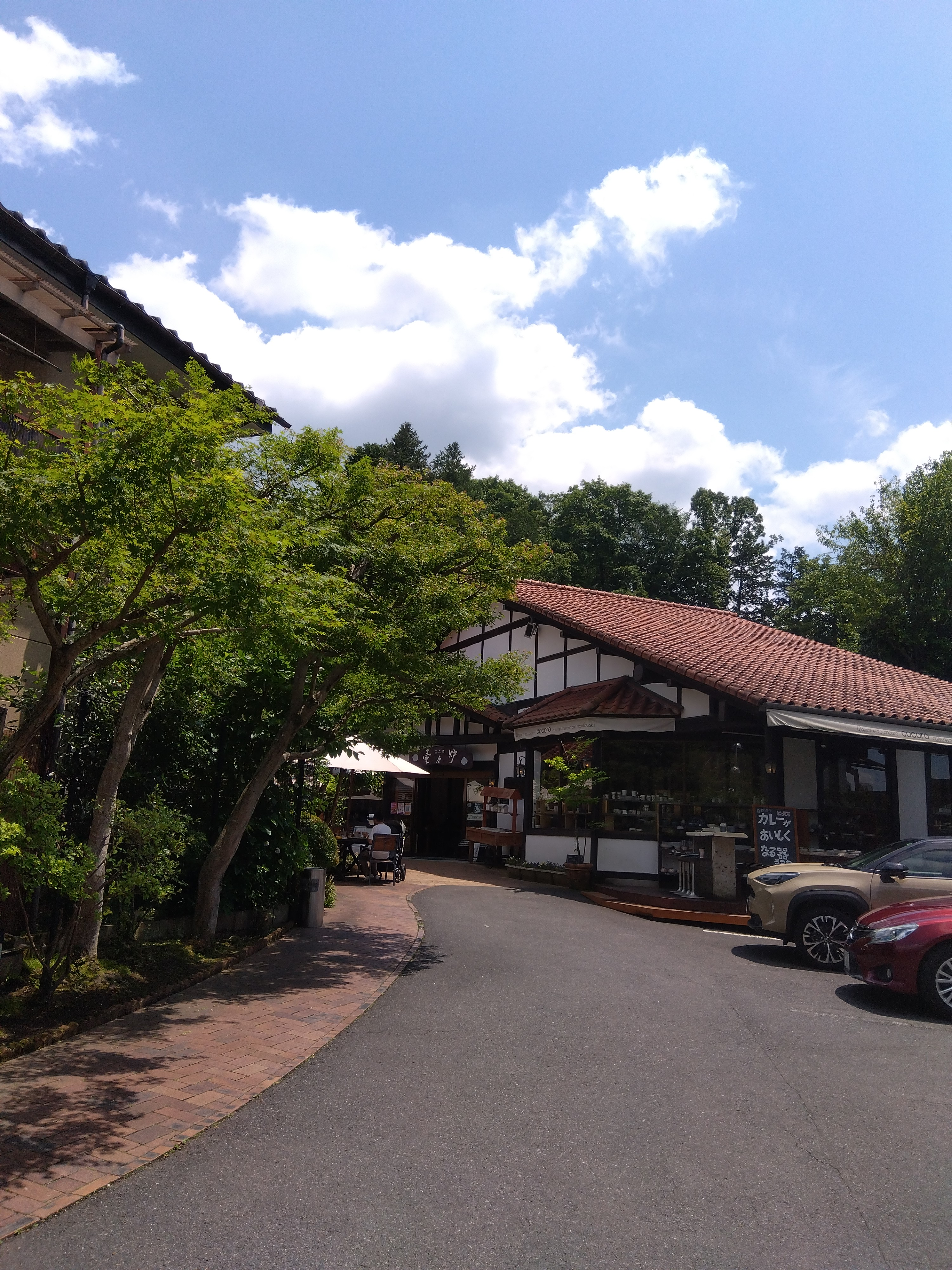
「壺々炉」店頭。

法人名は「有限会社 壺々炉」。法人名表記は「壺」が用いられているが、看板では「壷」表記のためか、しばしば「壷」で表記される事がある。
「益子焼の陶祖」である大塚啓三郎の孫であり、益子焼最古の窯元「根古屋窯」2代目であり「益子陶器伝習所」（現・「栃木県産業技術支援センター 窯業技術支援センター」）の初代所長であった大塚忠治の次男であり伝習所教師を務めた大塚新作が開窯した新作窯が前身であり、喫茶店の隣に作陶工房があり、現在も作陶活動が行われている。

## 沿革

### 大塚新作と「新作窯」
1903年（明治36年）3月、益子町に「益子陶業組合」が組織された頃、日用品としての益子焼は東京周辺のみならず海外にも販売され生産量が急増しており、それに伴い「安価で粗悪な益子焼」が大量に生産販売されていた。
この状況に危機感を募らせた益子の窯元と卸売業者は「技術を鍛えた陶工」の養成が急務であると判断し、同年4月、
「益子焼の陶祖」大塚啓三郎の長男であり「根古屋窯」の2代目であり、「益子陶業組合」の組長となっていた大塚忠治を初代所長として、組合経営とした民間組織である「益子陶器伝習所」が設立された。
そして初代所長・大塚忠治は愛知県瀬戸から優秀な陶工であった馬場梅吉を教師として招聘していたが、1908年（明治41年）8月に馬場が伝習所を辞め帰郷したため、伝習所技手であった大塚忠治の次男である大塚新作（1885年（明治18年）3月15日 - ?）が益子陶器伝習所の教師となった。新作は規則を改正し日課を定めるなどして改めて学校組織として運営していった。
1913年（大正2年）4月、伝習所は町営に移管され、「益子町立陶器伝習所」となった。同年、新作は水戸へ勤めに出て一旦は伝習所教師を辞するが、1922年（大正11年）から町立陶器伝習所で再び教師となり、1926年（大正15年）頃には新作は主任教師となった。
後に1924年（大正13年）に改組された「益子町立陶器試験所」でも新作は教師を続けており、所長や場長にはならなかったが対外的には代表扱いであり「工場主」扱いとなっていた。
また1933年（昭和8年）には益子焼の石灰石による釉薬：並白、糠白、飴釉、青磁（糠青磁）についての研究を行い、その研究結果となる新しい材料と新しい調合法を印刷物にして公表した。この当時の益子では窯元ごとに自家伝来の釉薬の調合法を無意識に用いていたので、公表したこと自体が画期的な事とされた。
そして1939年（昭和14年）2月10日、栃木県に移管され「栃木県窯業指導所」に改組された同時期に新作は教師を退職した。
この大塚新作が開窯した窯元が「新作窯」である。

### 3代目・大塚忠治と「壺々炉」
大塚忠治（おおつか ちゅうじ）は、1945年（昭和20年）9月4日に益子町に生まれた。
忠治は国立名古屋工業技術院試験所でデザイン、成型、釉薬を三年間修行し卒業。1971年（昭和46年）に作陶の道に入り、「新作窯」3代目となった。
愛知県で修行し学んだ技法である、白化粧に色泥で花の絵を甘い色合いで絵付けした食器を作陶していた。当時の益子では珍しい技法だったという
そして忠治が1979年（昭和54年）に開店した、「新作窯」に併設された喫茶店と陶器ギャラリーが壺々炉である。
新作窯：忠治の作陶作品を店舗やギャラリーで展示販売をしていたほか、喫茶店のメニューは新作窯：忠治の作品で提供されていた。喫茶店で使ってみてから店舗やギャラリーで購入出来るのが何よりの魅力となっていた。
そして忠治は「有限会社壺々炉」の代表取締役も務めた。
その後、大塚忠治は2007年（平成19年）9月5日、病のため逝去した。享年62。

### 4代目・大塚仁
大塚仁（おおつか じん）は1973年（昭和48年）1月31日、3代目・大塚忠治の長男として益子町に生まれた。
父・忠治の背中を見て育ち、幼い頃から家業である窯元を継ぐものだと思っていた。
1991年（平成3年）愛知県立瀬戸市窯業高校（現・愛知県立瀬戸工科高等学校）陶芸専攻科でデザイン、成形、彫刻、釉薬を2年間学んで卒業した後、1993年（平成5年）には京都府立陶磁器試験所で染付、デザイン、釉薬を半年間学び、1994年（平成6年）、栃木県窯業指導所（現・栃木県産業技術支援センター 窯業技術支援センター）で成形を学んだ。そして1995年（平成7年）から職人として父を手伝うようになり、陶芸の道に入った。
粉引の器を手掛けるようになったのは、20代初めの頃に旅先で萩焼の御本手の茶碗を目にしたのがきっかけだった。家業で白泥を扱っていたので作陶に取り入れやすかった。
その一方で織部焼にも挑むようになったのは、地元益子の陶芸家・松崎健の影響だった。豪快な形と釉薬の自然な流れや色合いが「格好良い」と思ったからだった。
柔らかい粉引と豪快な織部と、対照的であるが自分の中では繋がっていると考え、なおかつ土の柔らかさを出したいと思いながら作陶していった。
2004年からは国展に出展し始めた。そしてその縁で松崎から指導をしてもらう機会も得た。国展出品の仲間同士で作品を見せ批評しあう楽しさを得ながら、伝統的な益子焼を作陶する仲間との交流で益子焼の伝統的な釉薬について学び、織部釉に柿釉を掛け合わせるなど、自分の作品に取り入れるようになった。
妻であり、共に「壺々炉」を営む大塚繭は栃木県窯業指導所時代の同期生であり、同じく益子焼の陶芸家でもある。「壺々炉」代表も務める母・大塚恵子と共に良き相談相手である。
現在も、益子の城内坂通りから少し奥まったところにある、夏椿などの様々な木々に彩られた奥にひっそりと佇み静かな時間が流れる、日光杉の柱や日光白根山のカラ松の梁、その他、栃木県産の檜や杉などを用いたガラス張りのモダンなテイストの陶器販売店とオシャレなカフェレストランで、観光客が「壺々炉」オリジナルの器に盛り付けられたじっくり煮込んだカレーやハンバーグなどの軽食や洋食や定食を食べ、そしてコーヒーやお茶を飲み、手作りのケーキを味わう傍らで、その隣に構えた製陶工房で「壺々炉」オリジナルの器を作陶し続けている。